# Kanton Aurillac-4
Der Kanton Aurillac-4 war von 1973 bis 2015 ein französischer Wahlkreis im Département Cantal und in der damaligen Region Auvergne. Er umfasste zehn Gemeinden und Stadtteile im Arrondissement Aurillac; sein Hauptort (frz.: chef-lieu) war Aurillac.

## Geschichte
Der Kanton wurde am 23. Juli 1973 geschaffen als einer von vier Kantonen, die auf dem Gebiet von Aurillac und seinem Umland die Kantone Aurillac-Nord und Aurillac-Sud ersetzten. Die landesweiten Änderungen in der Zusammensetzung der Kantone brachten im März 2015 schließlich seine Auflösung.

## Gemeinden
| Gemeinde                  | Einwohner (Stand: 2022) | Code postal | Code Insee |
| ------------------------- | ----------------------- | ----------- | ---------- |
| Aurillac (1)              | 26.189                  | 15000       | 15014      |
| Giou-de-Mamou             | 736                     | 15130       | 15074      |
| Laroquevieille            | 349                     | 15250       | 15095      |
| Lascelle                  | 266                     | 15590       | 15096      |
| Mandailles-Saint-Julien   | 174                     | 15590       | 15113      |
| Marmanhac                 | 686                     | 15250       | 15118      |
| Saint-Cirgues-de-Jordanne | 139                     | 15590       | 15178      |
| Saint-Simon               | 1142                    | 15130       | 15215      |
| Velzic                    | 402                     | 15590       | 15252      |
| Yolet                     | 595                     | 15130       | 15266      |

(1) Der östliche Teil Aurillacs war (der bevölkerungsmäßig drittgrößte) Teil des Kantons. Es ist die Gesamteinwohnerzahl von Aurillac angegeben.